# Benthesicymus tirmiziae
Benthesicymus tirmiziae is een tienpotigensoort uit de familie van de Benthesicymidae. De wetenschappelijke naam van de soort is voor het eerst geldig gepubliceerd in 1978 door Crosnier.